# Albert Korn
Albert Korn (* 11. Oktober 1880 in Dillingen/Saar; † 20. Dezember 1965 ebenda) war ein deutscher Lyriker.

## Leben
Albert Korn begann im Jahr 1898 eine Ausbildung auf der Grube Schwalbach. Im Jahr 1904 wurde er Königlicher Schichtmeister und Sekretär der Grube Heinitz, im Jahr 1907 Sekretär der Saarknappschaft in Saarbrücken, wo er zuletzt als Knappschaftsamtmann tätig war. Im Jahr 1913 begann er mit seiner dichterischen Arbeit und gab im Jahr 1914 seinen ersten Lyrikband heraus.
Wegen eines Nervenleiden quittierte er im Jahr 1924 seinen Dienst und widmete sich fortan seiner dichterischen Tätigkeit als Natur- und Heimatdichter. Nach Stationen in Dortmund, Berlin und wieder in Saarbrücken lebte er von 1936 bis zu seinem Tod in seiner Geburtsstadt Dillingen.  Gedichte Korns wurde von Walter Rein, Hugo Kaun, Arnim Knab, Ottmar Gerster, Philipp Stilz, Robert Kaun u. a. zumeist für Männerchöre vertont. Mit ca. 250 Liedern ist er einer der meistvertonten Dichter des Saarlandes.

## Auszeichnungen
Die Stadt Dillingen/Saar gab im Jahr 1986 Korn zu Ehren eine Auswahl aus seinem lyrischen Gesamtwerk heraus. Korn wurde für seine kulturellen Verdienste das Bundesverdienstkreuz erster Klasse verliehen.

## Werke
- Bunte Herbstblätter, Dillingen/Saar um 1960.
- Letzte Grüße an die Heimat, Dillingen/Saar 1959.
- Vazehlches van Dahämm, Ernstes u. Heiteres in Dillinger Mundart, Saarbrücken 1958.
- Gezeiten des Lebens, Dillingen/Saar 1954.
- Einkehr der Herzen, Gedichte, Dillingen/Saar 1950.
- Schaffendes Volk, Saarländische Werk- und Bauern-Gedichte, Dillingen/Saar 1950.
- Parole Deutschland! Bekenntnis d. Saar zum Reich, Saarbrücken 1934.
- Dennoch! Neue Lieder und Sänge, Saarbrücken 1933.
- Die Heimkehr,  Neue Gedichte und Lieder, Saarbrücken 1931.
- Klingt hinaus! Gedichte, Saarbrücken 1923.
- Mit Herz und Hand für’s Vaterland, Kriegsgedichte aus großer Zeit, Saarbrücken 1914.